# Eleutherodactylus jamaicensis
Eleutherodactylus jamaicensis är en groddjursart som beskrevs av Barbour 1910. Eleutherodactylus jamaicensis ingår i släktet Eleutherodactylus och familjen Eleutherodactylidae. IUCN kategoriserar arten globalt som starkt hotad. Inga underarter finns listade i Catalogue of Life.